# Sân bay quốc tế Phượng Hoàng Tam Á
Sân bay quốc tế Phượng Hoàng Tam Á (IATA: SYX, ICAO: ZJSY) (tiếng Hoa: 三亚凤凰国际机场) là sân bay tại thành phố Tam Á thuộc tỉnh Hải Nam, Trung Quốc. Sân bay tọa lạc tại tây bắc miền trung của trấn Dương Lan, thôn Phượng Hoàng, cách trung tâm Tam Á 14 km về phía đông, cách bãi biển 5 km.
Sân bay này được chính thức đưa vào hoạt động tháng 8/1994 và nhà ga quốc tế được đưa vào hoạt động ngày 1/9/2006. Năm 2008, sân bay đã có 6,807,235 lượt khách thông qua.

## Các hãng hàng không và các điểm đến

### Hành khách

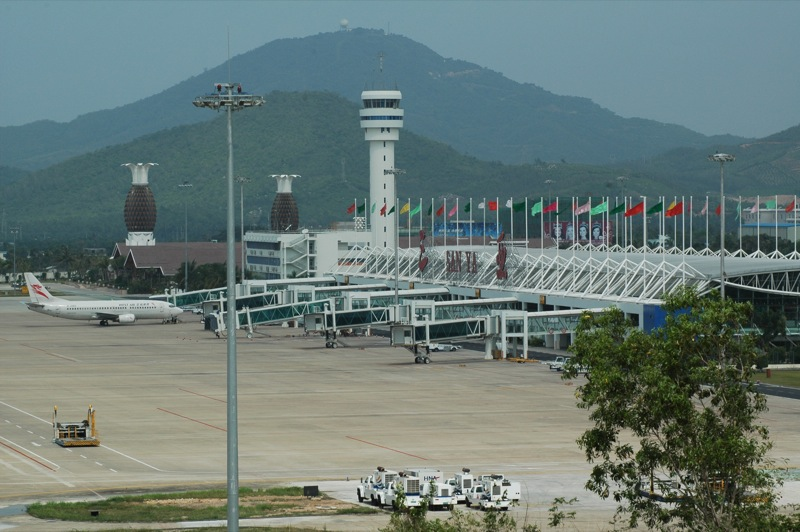
Nhà ga

| Hãng hàng không                                         | Các điểm đến |
| ------------------------------------------------------- | --- |
| 9 Air                                                   | Quý Dương |
| Air China                                               | Bắc Kinh-Thủ đô, Thành Đô, Hàng Châu, Thiên Tân, Frankfurt |
| Beijing Capital Airlines                                | Baotou, Bắc Kinh-Thủ đô, Trường Xuân, Trường Sa, Thành Đô, Trùng Khánh, Đà Nẵng, Phúc Châu, Quảng Châu, Quý Dương, Hàng Châu, Cáp Nhĩ Tân, Hợp Phì, Tế Nam, Lanzhou, Nanchang, Nam Kinh, Nam Ninh, Nha Trang, Phuket, Thạch Gia Trang, Thái Nguyên, Thiên Tân, Vũ Hán-Thiên Hà, Hạ Môn, Tây An, Từ Châu, Nghi Xuân, Trịnh Châu |
| Chengdu Airlines                                        | Trường Sa, Thành Đô, Hàng Châu, Nam Kinh |
| China Airlines                                          | Taipei-Taoyuan |
| China Eastern Airlines                                  | Bắc Kinh-Thủ đô, Đại Liên, Quế Lâm, Hợp Phì, Hành Dương, Côn Minh, Liễu Châu, Lạc Dương, Moskva-Sheremetyevo, Nam Xung, Nam Kinh, Nam Ninh, Thượng Hải-Phố Đông, Vũ Hán-Thiên Hà, Tây An, Tây Ninh, Chu Hải |
| China Express Airlines                                  | An Thuận, Tất Tiết, Trùng Khánh, Liuzhou |
| China Southern Airlines                                 | Baotou, Bắc Kinh-Thủ đô, Trường Xuân, Trường Sa, Trùng Khánh, Đại Liên, Quảng Châu, Hàng Châu, Cáp Nhĩ Tân, Hohhot, Côn Minh, Nam Kinh, Thượng Hải-Phố Đông, Thẩm Dương, Thẩm Quyến, Urumqi, Vũ Hán-Thiên Hà, Hạ Môn, Tây An, Yiwu, Vận Thành, Trịnh Châu, Zhuhai                                                              |
| China Southern Airlines vận hành bởi Chongqing Airlines | Trùng Khánh |
| China United Airlines                                   | Bắc Kinh-Nam Uyển |
| Dragonair                                               | Hong Kong |
| Hainan Airlines                                         | Bắc Kinh-Thủ đô, Trường Sa, Trùng Khánh, Quảng Châu, Quế Lâm, Quý Dương, Hải Khẩu, Hàng Châu, Hợp Phì, Hohhot, Nam Xương, Nam Kinh, Thâm Quyến, Thái Nguyên, Urumqi, Vũ Hán-Thiên Hà, Tây An, Xuzhou, Trịnh Châu |
| Hebei Airlines                                          | Hàng Châu, Shijiazhuang |
| Hong Kong Airlines                                      | Hong Kong |
| Juneyao Airlines                                        | Đại Liên, Thượng Hải-Hồng Kiều, Thượng Hải-Phố Đông, Ôn Châu |
| Korean Air                                              | Thuê chuyến: Seoul-Incheon |
| Lucky Air                                               | Thành Đô, Côn Minh |
| Malindo Air                                             | Kuala Lumpur–International, Penang |
| Okay Airways                                            | Trường Sa, Ninh Ba, Thiên Tân, Chu Hải |
| Shandong Airlines                                       | Tế Nam, Hạ Môn |
| Shanghai Airlines                                       | Thượng Hải-Hồng Kiều, Thượng Hải-Phố Đông |
| Shenzhen Airlines                                       | Cáp Nhĩ Tân, Nam Kinh, Nam Ninh, Tuyền Châu, Thẩm Dương, Thẩm Quyến, Thái Nguyên, Ôn Châu, Vô Tích, Tây An, Dương Châu |
| Sichuan Airlines                                        | Bắc Kinh-Thủ đô, Trường Xuân, Trường Sa, Thường Châu, Thành Đô, Trùng Khánh, Đà Nẵng, Quế Lâm, Quý Dương, Cáp Nhĩ Tân, Thành phố Hồ Chí Minh, Tế Nam, Lanzhou, Mianyang, Nam Kinh, Ningbo, Thượng Hải-Phố Đông, Thẩm Dương, Urumqi, Ôn Châu, Tây An, Tây Ninh, Nghị Tân, Ngân Xuyên, Chu Hải                                   |
| Spring Airlines                                         | Thượng Hải-Hồng Kiều, Thượng Hải-Phố Đông |
| Tibet Airlines                                          | Thành Đô |
| Tianjin Airlines                                        | Trùng Khánh, Quý Dương, Nam Xung, Nam Ninh, Thiên Tân, Urumqi, Vũ Hán-Thiên Hà, Tây An, Trạm Giang, Trịnh Châu, Tôn Nghĩa |
| UTair Aviation                                          | Thuê chuyến theo mùa: Moskva-Vnukovo |
| West Air                                                | Trùng Khánh |
| Xiamen Airlines                                         | Bắc Kinh-Thủ đô, Phúc Châu, Hàng Châu, Hạ Môn |
| Yangtze River Express                                   | Thượng Hải-Phố Đông |